# Lysekronen
Lysekronen er en lys-kunst installation på "Lizzies Plads" – hjørnet af Lyongade og Wittenberggade på Amager.
Lysekronen består af 12 lamper i en cirkel der lyser med LED lys. Lysets farver følger årets gang i naturen – ligesom de 12 lamper hentyder til månederne. Farverne skifter hver uge. Lysekronen er designet af arkitekt M.A.A. Lasse Schelde.
| Kunst | Spire Denne artikel om kunst er en spire som bør udbygges. Du er velkommen til at hjælpe Wikipedia ved at udvide den. |

55°39′43″N 12°36′39″Ø / 55.66187°N 12.61091°Ø